# Landkreis Waldeck
Der Landkreis Waldeck (heute auch Altkreis Waldeck) war ein preußischer (Provinz Hessen-Nassau bis 1944, Provinz Kurhessen bis 1945) und später hessischer Landkreis im Regierungsbezirk Kassel. Er entstand 1942 durch Zusammenlegung der Kreise der Eder, des Eisenberges und der Twiste und ging am 1. Januar 1974 im neuen Landkreis Waldeck-Frankenberg auf. Seine Kreisstadt war Korbach.

## Geographie

### Nachbarkreise
Der Landkreis grenzte Ende 1973 im Uhrzeigersinn im Osten beginnend an die Landkreise Kassel, Fritzlar-Homberg und Frankenberg in Hessen sowie an die Kreise Brilon, Büren und Warburg in Nordrhein-Westfalen.

## Geschichte
Am 1. Februar 1942 wurden die Landkreise Eder, Eisenberg und Twiste zum neuen Landkreis Waldeck mit Verwaltungssitz Korbach zusammengeschlossen. Namensgeber war das frühere Fürstentum Waldeck bzw. der bis 1929 existierende Freistaat Waldeck. Als am 1. Juli 1944 die Provinz Hessen-Nassau in die Provinzen Nassau und Kurhessen geteilt wurde, kam der Landkreis Waldeck zu Kurhessen. Der Landkreis Waldeck umfasste bis zu den ersten Gemeindefusionen im Jahr 1968 insgesamt 113 Gemeinden.
Am 31. Dezember 1970 wurde der Landkreis dadurch vergrößert, dass die Gemeinde Oberwerba aus dem Landkreis Frankenberg in die Gemeinde Ober-Werbe des Landkreises Waldeck eingegliedert wurde. Am 1. August trat außerdem die Stadt Volkmarsen aus dem aufgelösten Landkreis Wolfhagen in den Landkreis Waldeck ein. Nach einer Vielzahl von weiteren Zusammenschlüssen und Neugründungen bestanden im Landkreis Waldeck zum Zeitpunkt seiner Auflösung am 31. Dezember 1973 noch 21 Gemeinden.
Im Rahmen der hessischen Kreisreform wurde am 1. Januar 1974 aus dem größten Teil der Landkreise Waldeck und Frankenberg und der Gemeinde Schiffelbach aus dem Landkreis Marburg der heutige Landkreis Waldeck-Frankenberg gebildet. Kreisstadt wurde Korbach. Die Stadt Züschen aus dem Landkreis Waldeck wurde in die Stadt Fritzlar im Schwalm-Eder-Kreis eingegliedert. Gleichzeitig mit der Auflösung des Landkreises Waldeck fanden zum 1. Januar 1974 noch weitere Eingemeindungen statt. Aus dem Kreis Waldeck traten damit letztendlich elf Gemeinden in den neuen Landkreis Waldeck-Frankenberg ein.

## Einwohnerentwicklung
| Jahr | Einwohner | Quelle |
| ---- | --------- | ------ |
| 1944 | 061.648   |        |
| 1950 | 091.925   | [ 3 ]  |
| 1961 | 086.308   | [ 4 ]  |
| 1970 | 093.513   | [ 5 ]  |
| 1972 | 100.600   | [ 6 ]  |

## Politik

### Landräte
- 1942 Friedrich Marquart
- 1945 Matthias Kurth
- 1946 Oscar Hanke (1. Juni 1946)
- 1963 Karl-Hermann Reccius (3. Januar 1963)

### Wappen
| Wappen von Waldeck | Blasonierung: „In Gold ein achtstrahliger schwarzer Stern.“ |
| Wappen von Waldeck | Wappenbegründung: Das Wappen des Kreises wurde 1929 verliehen und zeigt den Waldecker Stern in Kontinuität zum Fürstentum (später Freistaat) Waldeck. Es ist seit 1180 bekannt, als die Grafen von Schwalenberg die Burg Waldeck erwarben. |

### Flagge
Am 17. September 1955 genehmigte der Hessische Minister des Innern die Flagge mit folgender Beschreibung:

„Auf schwarz-rot-goldenem Flaggenfeld ein achtstrahliger schwarzer Stern auf goldener Scheibe.“

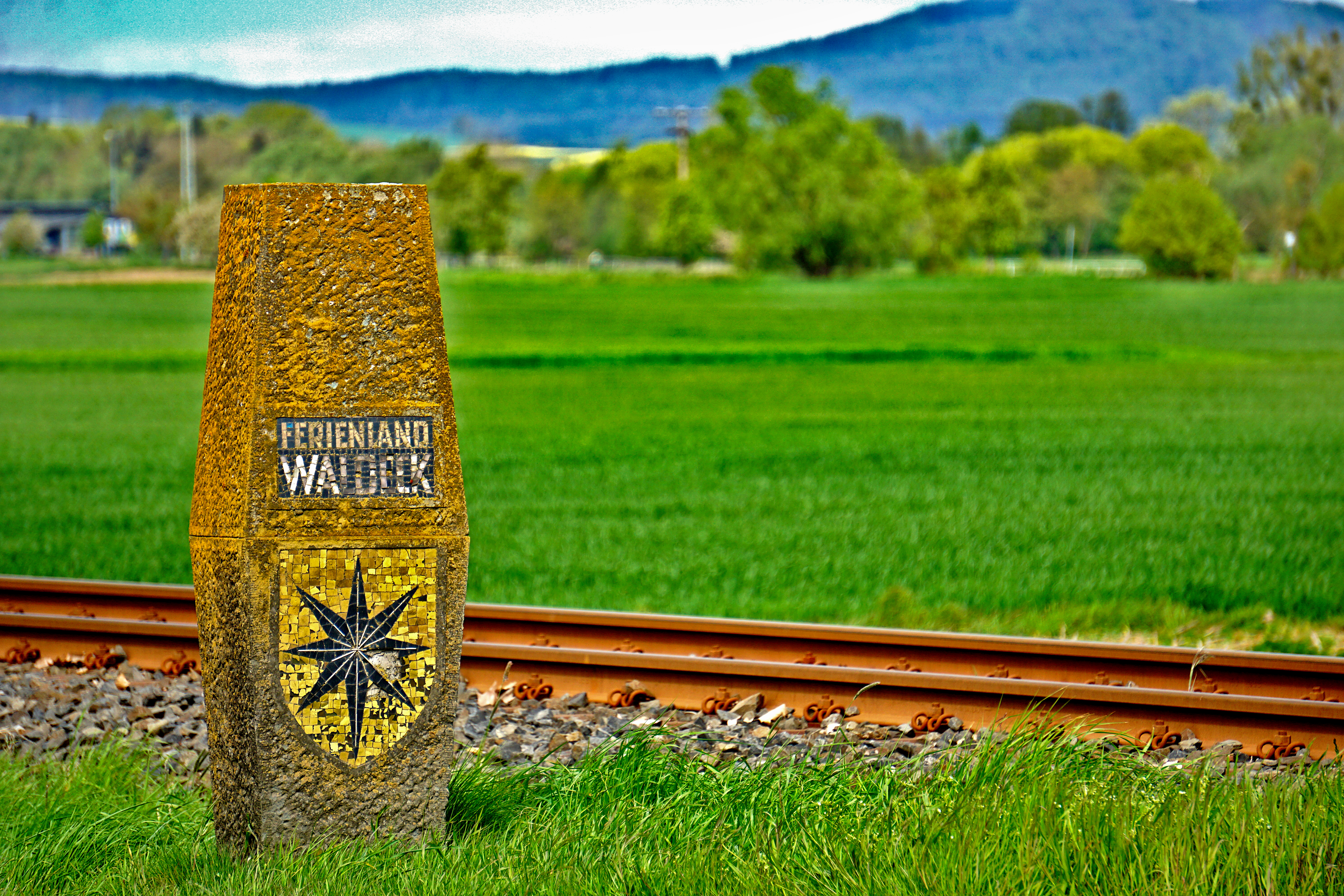
Grenzstein mit Wappen an der Grenze zu Ungedanken, Stadtteil von Fritzlar

## Gemeinden
Die folgende Tabelle enthält alle Gemeinden, die dem Landkreis Waldeck während seines Bestehens angehörten, sowie die Daten aller Eingemeindungen:
| Gemeinde               | eingemeindet nach             | Datum der Eingemeindung | Anmerkung                                 |
| ---------------------- | ----------------------------- | ----------------------- | ----------------------------------------- |
| Adorf                  | Diemelsee                     | 31. Dezember 1971       |                                           |
| Affoldern              | Edertal                       | 31. Dezember 1971       |                                           |
| Albertshausen          | Bad Wildungen                 | 1. Oktober 1971         |                                           |
| Alleringhausen         | Korbach                       | 1. Juli 1970            |                                           |
| Alraft                 | Waldeck                       | 1. Oktober 1971         |                                           |
| Ammenhausen            | Diemelstadt                   | 31. Dezember 1970       |                                           |
| Anraff                 | Edertal                       | 31. Dezember 1971       |                                           |
| Armsfeld               | Bad Wildungen                 | 31. Dezember 1971       |                                           |
| Arolsen, Stadt         |                               |                         |                                           |
| Bad Wildungen, Stadt   |                               |                         |                                           |
| Benkhausen             | Diemelsee                     | 31. Dezember 1971       |                                           |
| Bergfreiheit           | Bad Wildungen                 | 31. Dezember 1971       |                                           |
| Bergheim               | Edertal                       | 1. Juli 1971            |                                           |
| Berndorf               | Twistetal                     | 31. Dezember 1971       |                                           |
| Böhne                  | Edertal                       | 31. Dezember 1971       |                                           |
| Bömighausen            | Upland                        | 31. Dezember 1971       |                                           |
| Braunau                | Bad Wildungen                 | 1. Oktober 1971         |                                           |
| Braunsen               | Arolsen                       | 31. Dezember 1970       |                                           |
| Bringhausen            | Edertal                       | 31. Dezember 1971       |                                           |
| Bühle                  | Arolsen                       | 31. Dezember 1971       |                                           |
| Buhlen                 | Edertal                       | 31. Dezember 1971       |                                           |
| Dalwigksthal           | Lichtenfels                   | 1. Oktober 1971         |                                           |
| Dehausen               | Diemelstadt                   | 31. Dezember 1970       |                                           |
| Dehringhausen          | Waldeck                       | 1. Januar 1974          |                                           |
| Deisfeld               | Diemelsee                     | 31. Dezember 1971       |                                           |
| Diemelsee              |                               |                         | neugebildet am 31. Dezember 1971          |
| Diemelstadt, Stadt     |                               |                         | neugebildet am 31. Dezember 1970          |
| Edersee                | Hemfurth-Edersee              | 1. September 1968       |                                           |
| Edertal                |                               |                         | neugebildet am 1. Juli 1971               |
| Eimelrod               | Upland                        | 31. Dezember 1971       |                                           |
| Elleringhausen         | Twistetal                     | 31. Dezember 1971       |                                           |
| Eppe                   | Korbach                       | 1. Juli 1970            |                                           |
| Flechtdorf             | Diemelsee                     | 31. Dezember 1971       |                                           |
| Frebershausen          | Bad Wildungen                 | 31. Dezember 1971       |                                           |
| Freienhagen, Stadt     | Waldeck                       | 1. Januar 1974          |                                           |
| Fürstenberg, Stadt     | Lichtenfels                   | 1. Oktober 1971         |                                           |
| Gellershausen          | Edertal                       | 31. Dezember 1971       |                                           |
| Gembeck                | Twistetal                     | 1. Januar 1974          |                                           |
| Giebringhausen         | Diemelsee                     | 31. Dezember 1971       |                                           |
| Giflitz                | Edertal                       | 1. Juli 1971            |                                           |
| Goddelsheim            | Lichtenfels                   | 1. Oktober 1971         |                                           |
| Goldhausen             | Korbach                       | 1. Juli 1970            |                                           |
| Helmighausen           | Diemelstadt                   | 31. Dezember 1970       |                                           |
| Helmscheid             | Korbach                       | 1. Juli 1970            |                                           |
| Helsen                 | Arolsen                       | 1. November 1970        |                                           |
| Hemfurth               | Hemfurth-Edersee              | 1. September 1968       |                                           |
| Hemfurth-Edersee       | Edertal                       | 31. Dezember 1971       | neugebildet am 1. September 1968          |
| Hemmighausen           | Usseln                        | 1. Juli 1970            |                                           |
| Herbsen                | Volkmarsen                    | 1. August 1972          |                                           |
| Heringhausen           | Diemelsee                     | 31. Dezember 1971       |                                           |
| Hesperinghausen        | Diemelstadt                   | 31. Dezember 1971       |                                           |
| Hillershausen          | Korbach                       | 1. Juli 1970            |                                           |
| Höringhausen           | Waldeck                       | 1. Oktober 1971         |                                           |
| Hörle                  | Volkmarsen                    | 1. August 1972          |                                           |
| Hüddingen              | Bad Wildungen                 | 31. Dezember 1971       |                                           |
| Hundsdorf              | Bad Wildungen                 | 1. Juli 1971            |                                           |
| Immighausen            | Lichtenfels                   | 1. Oktober 1971         |                                           |
| Kleinern               | Edertal                       | 1. Januar 1974          |                                           |
| Kohlgrund              | Arolsen                       | 1. Juli 1971            |                                           |
| Königshagen            | Edertal                       | 31. Dezember 1971       |                                           |
| Korbach, Stadt         |                               |                         |                                           |
| Külte                  | Volkmarsen                    | 1. August 1972          |                                           |
| Landau, Stadt          | Arolsen                       | 1. Januar 1974          |                                           |
| Lelbach                | Korbach                       | 1. Oktober 1971         |                                           |
| Lengefeld              | Korbach                       | 1. Juli 1970            |                                           |
| Lichtenfels, Stadt     |                               |                         | neugebildet am 1. Oktober 1971            |
| Lütersheim             | Volkmarsen                    | 1. August 1972          |                                           |
| Mandern                | Bad Wildungen                 | 31. Dezember 1971       |                                           |
| Massenhausen           | Arolsen                       | 31. Dezember 1971       |                                           |
| Mehlen                 | Edertal                       | 31. Dezember 1971       |                                           |
| Meineringhausen        | Korbach                       | 1. Juli 1970            |                                           |
| Mengeringhausen, Stadt | Arolsen                       | 1. Januar 1974          |                                           |
| Mühlhausen             | Twistetal                     | 31. Dezember 1971       |                                           |
| Münden                 | Lichtenfels                   | 1. Oktober 1971         |                                           |
| Neerdar                | Upland                        | 31. Dezember 1971       |                                           |
| Netze                  | Waldeck                       | 1. Oktober 1971         |                                           |
| Neu-Berich             | Arolsen                       | 31. Dezember 1971       |                                           |
| Neudorf                | Diemelstadt                   | 31. Dezember 1970       |                                           |
| Neukirchen             | Lichtenfels                   | 1. Oktober 1971         |                                           |
| Nieder-Ense            | Korbach                       | 31. Dezember 1970       |                                           |
| Nieder-Schleidern      | Korbach                       | 1. Juli 1970            |                                           |
| Nieder-Waroldern       | Twistetal                     | 31. Dezember 1971       |                                           |
| Nieder-Werbe           | Waldeck                       | 1. Oktober 1971         |                                           |
| Nordenbeck             | Korbach                       | 31. Dezember 1970       |                                           |
| Ober-Ense              | Korbach                       | 31. Dezember 1970       |                                           |
| Ober-Waroldern         | Twistetal                     | 31. Dezember 1971       |                                           |
| Ober-Werbe             | Waldeck                       | 1. Januar 1974          |                                           |
| Odershausen            | Bad Wildungen                 | 31. Dezember 1971       |                                           |
| Orpethal               | Diemelstadt                   | 31. Dezember 1971       |                                           |
| Ottlar                 | Diemelsee                     | 31. Dezember 1971       |                                           |
| Rattlar                | Willingen                     | 1. April 1972           |                                           |
| Rhadern                | Lichtenfels                   | 1. Oktober 1971         |                                           |
| Rhena                  | Korbach                       | 1. Juli 1970            |                                           |
| Rhenegge               | Diemelsee                     | 31. Dezember 1971       |                                           |
| Rhoden, Stadt          | Diemelstadt                   | 1. November 1970        |                                           |
| Sachsenberg, Stadt     | Lichtenfels                   | 1. Oktober 1971         |                                           |
| Sachsenhausen, Stadt   | Waldeck                       | 1. Oktober 1971         |                                           |
| Schmillinghausen       | Arolsen                       | 31. Dezember 1970       |                                           |
| Schwalefeld            | Willingen                     | 1. April 1972           |                                           |
| Schweinsbühl           | Diemelsee                     | 31. Dezember 1971       |                                           |
| Stormbruch             | Diemelsee                     | 31. Dezember 1971       |                                           |
| Strothe                | Korbach                       | 1. Juli 1970            |                                           |
| Sudeck                 | Diemelsee                     | 31. Dezember 1971       |                                           |
| Twiste                 | Twistetal                     | 31. Dezember 1971       |                                           |
| Twistetal              |                               |                         | neugebildet am 31. Dezember 1971          |
| Upland                 | Willingen (Upland)            | 1. Januar 1974          | neugebildet am 31. Dezember 1971          |
| Usseln                 | Upland                        | 31. Dezember 1971       |                                           |
| Vasbeck                | Diemelsee                     | 31. Dezember 1971       |                                           |
| Volkhardinghausen      | Arolsen                       | 1. Januar 1974          |                                           |
| Volkmarsen, Stadt      |                               |                         | bis 1. August 1972 im Landkreis Wolfhagen |
| Waldeck, Stadt         |                               |                         |                                           |
| Wega                   | Bad Wildungen                 | 31. Dezember 1970       |                                           |
| Wellen                 | Edertal                       | 31. Dezember 1971       |                                           |
| Welleringhausen        | Upland                        | 31. Dezember 1971       |                                           |
| Wethen                 | Diemelstadt                   | 31. Dezember 1970       |                                           |
| Wetterburg             | Arolsen                       | 31. Dezember 1971       |                                           |
| Willingen              | Willingen (Upland)            | 1. Januar 1974          |                                           |
| Willingen (Upland)     |                               |                         | neugebildet am 1. Januar 1974             |
| Wirmighausen           | Diemelsee                     | 31. Dezember 1971       |                                           |
| Wrexen                 | Diemelstadt                   | 1. November 1970        |                                           |
| Züschen, Stadt         | Fritzlar (Schwalm-Eder-Kreis) | 1. Januar 1974          |                                           |

## Kfz-Kennzeichen
Am 1. Juli 1956 wurde dem Landkreis bei der Einführung der bis heute gültigen Kfz-Kennzeichen das Unterscheidungszeichen WA zugewiesen. Es wurde bis zum 31. Dezember 1973 ausgegeben. Seit dem 4. November 2013 ist es aufgrund der Kennzeichenliberalisierung wieder im Landkreis Waldeck-Frankenberg erhältlich.